# حوكمة تعاونية
الحوكمة التعاونية هي إحدى عمليات وأحد أشكال الحوكمة التي يتم فيها تمكين المشاركين (الأحزاب والهيئات وأصحاب المصلحة) الذين يمثلون مصالح مختلفة بشكل جماعي لاتخاذ قرار خاص بالسياسة أو تقديم توصيات لصانع القرار النهائي، الذي لن يغير التوصيات التي صدرت بتوافق آراء المجموعة جوهريًا.[بحاجة لمصدر]
وقد توظف الحوكمة درجات مختلفة من المشاورات العامة ومشاركة الجمهور، والتي تتراوح بين عدم المشاركة (يجهل المجتمع القرارات التي تم اتخاذها) والإعلام (إخبار المجتمع بما تم التخطيط له وفهم المشاكل والبدائل والحلول) والمشاورة (الحصول على آراء العامة حول التحليل و/أو البدائل و/أو القرارات) والتعاون (الدخول في شراكة مع الجمهور لتطوير البدائل، وتحديد الحلول المفضلة، واتخاذ القرارات) والتمكين (جعل صنع القرار النهائي في يد الجمهور). فالحوكمة التعاونية هي الحوكمة التي تجمع بين التعاون والتمكين.[بحاجة لمصدر]
وقد تعرضت بعض نماذج الحوكمة التعاونية للنقد لأنها تسمح بإعطاء الأقلية فرصة الاعتراض عن طريق التفاوض العمدي.